# Condado de Minnehaha
O Condado de Minnehaha (em inglês:  Minnehaha County) é um dos 66 condados do estado americano da Dakota do Sul. A sede e maior cidade do condado é Sioux Falls. Foi fundado em 1862.
O condado possui uma área de 2 108 km², dos quais 2 090 km² estão cobertos por terra e 17 km² por água, uma população de 169 468 habitantes, e uma densidade populacional de 81,1 hab/km² (segundo o censo nacional de 2010). É o condado mais populoso da Dakota do Sul.

## Demografia
Segundo o censo americano de 2000, o Condado de Minnehaha possui 148 281 habitantes, 57 996 residências ocupadas e 37 581 famílias. A densidade populacional do condado é de 71 hab/km². O condado possui no total 60 237 residências, que resultam em uma densidade de 29 residências/km². 93,03% da população do condado são brancos, 1,85% são nativos americanos, 1,51% são afro-americanos, 1,01% são asiáticos, 0,05% são nativos polinésios, 1,04% são de outras raças e 1,51% são descendentes de duas ou mais raças. 2,15% da população do condado são hispânicos de qualquer raça.
Existem no condado 57 996 residências ocupadas, dos quais 33,8% abrigam pessoas com menos de 18 anos de idade, 51,8% abrigam um casal, 9,5% são famílias com uma mulher sem marido presente como chefe de família, e 35,2% não são famílias. 27,8% de todas as residências ocupadas são habitadas por apenas uma pessoa, e 8,6% das residências ocupadas no condado são habitadas por uma única pessoa com 65 anos ou mais de idade. Em média, cada residência ocupada possui 2,46 pessoas e cada família é composta por 3,04 membros.
26,2% da população do condado possui menos de 18 anos de idade, 10,8% possuem entre 18 e 24 anos de idade, 32% possuem entre 25 e 44 anos de idade, 20% possuem entre 45 e 64 anos de idade, e 11% possuem 65 anos de idade ou mais. A idade média da população do condado é de 34 anos. Para cada 100 pessoas do sexo feminino existem 98,1 pessoas do sexo masculino. Para cada 100 pessoas do sexo feminino com 18 anos ou mais de idade existem 95,4 pessoas do sexo masculino.